# Винья-да-Раинья
Винья-да-Раинья (порт. Vinha da Rainha)  —  район (фрегезия) в Португалии,  входит в округ Коимбра. Является составной частью муниципалитета  Соре. Находится в составе крупной городской агломерации Большая Коимбра. По старому административному делению входил в провинцию Бейра-Литорал. Входит в экономико-статистический  субрегион Байшу-Мондегу, который входит в Центральный регион. Население составляет 1583 человека на 2001 год. Занимает площадь 21,27 км².
Покровителем района считается Дева Мария (порт. Nossa Senhora da Graça). 